# Légny
Légny ist eine französische Gemeinde mit 699 Einwohnern (Stand: 1. Januar 2022) im  Département Rhône in der Region Auvergne-Rhône-Alpes. Sie gehört zum Arrondissement Villefranche-sur-Saône, zum Kanton Val d’Oingt und zum Gemeindeverband Beaujolais Pierres Dorées. Die Einwohner werden Légnéens genannt.

## Geographie
Légny liegt rund 23 Kilometer nordwestlich von Lyon und etwa 13 Kilometer südwestlich von Villefranche-sur-Saône im Weinbaugebiet Bourgogne. Umgeben wird Légny von den Nachbargemeinden Val d’Oingt mit Le Bois-d’Oingt im Norden und Osten, Le Breuil im Süden, Sarcey im Westen und Südwesten sowie Saint-Vérand im Westen und Nordwesten.

## Bevölkerungsentwicklung
| Jahr                       | 1962 | 1968 | 1975 | 1982 | 1990 | 1999 | 2006 | 2012 |
| Einwohner                  | 224  | 232  | 254  | 322  | 337  | 449  | 469  | 657  |
| Quellen: Cassini und INSEE |      |      |      |      |      |      |      |      |